# 拉罗蒂耶尔
拉罗蒂耶尔（法語：La Rothière，法語發音：[la ʁɔtjɛʁ]）是法国奥布省的一个市镇，属于奥布河畔巴尔区。

## 地理
拉罗蒂耶尔（48°20'42"N, 4°33'28"E）面积7.13 平方千米，位于法国大東部大區奥布省，该省份为法国中北部省份，北起马恩省，西接塞纳-马恩省，西南至约讷省，东南至科多尔省，东临上马恩省。
与拉罗蒂耶尔接壤的市镇（或旧市镇、城区）包括：旧布列讷、迪安维尔、瑞旺泽、珀蒂梅尼勒、特拉讷、于尼安维尔。

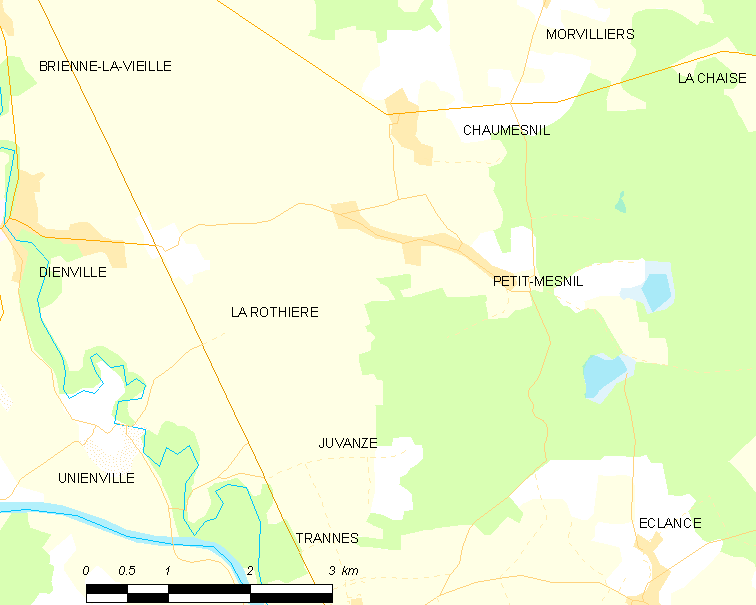
拉罗蒂耶尔的OSM定位图

拉罗蒂耶尔的时区为UTC+01:00、UTC+02:00（夏令时）。

## 行政
拉罗蒂耶尔的邮政编码为10500，INSEE市镇编码为10327。

## 政治
拉罗蒂耶尔所属的省级选区为奥布河畔巴尔县。

## 人口

1962-2008年间拉罗蒂耶尔人口变化图示

拉罗蒂耶尔于2022年1月1日时的人口数量为125人。